# Oligomerus alternans
Oligomerus alternans är en skalbaggsart som beskrevs av Leconte 1865. Oligomerus alternans ingår i släktet Oligomerus och familjen trägnagare. Inga underarter finns listade i Catalogue of Life.